# Dennis Viollet
Dennis Sydney Viollet (Fallowfield, 1933. szeptember 20. – Jacksonville, Amerikai Egyesült Államok, 1999. március 6.) angol labdarúgócsatár, edző.

## Pályafutása
Charles Sydney Viollet (1890-1961) és Hannah Viollet (1893-1992) fiaként született. 1949. szeptember 1-jén került a Manchester Unitedhez, ahol a következő 13 évben összesen 179 gólt lőtt. 1962 januárjában Matt Busby eladta Violletet a Stoke City-nek 25 000 fontért.
| Előző Bill Foulkes | a Manchester United FC csapatkapitánya 1959–1960 | Következő Maurice Setters |